# Andriana

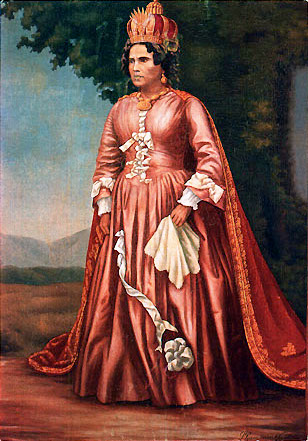
A rainha Ranavalona I foi uma andriana, por isso os militares e políticos malgaxes viram legitimidade em coroar-la rainha após a morte de Radama I, apesar de ter sido uma consorte e não ter ligação familiar com o rei falecido.

Andrianas é um termo que se refere as altas casta da antiga sociedade malgaxe, tendo traços ainda nos dias de hoje. O título de andriana equivalia a de príncipe no Ocidente, pois os andrianas podiam participar do governo e eram bem próximos das famílias de governantes dos reinos Malgaxes. Abaixo dos andrianas estavam os Hova (Homens livres) e mais abaixo os Andevo (Escravos). Além da política, os andrianas também podiam comandar o exércitos e possuir terras, assim como se relacionar com grandes reis. Muitos dos reis de Merina eram de origem andriana, mas não necessariamente ligados com o sangue aos reis de Merina, assim foi o caso de Ranavalona I e Rasoherina, que reinaram logo após a morte de seus maridos, mesmo não tendo nenhum parentesco sanguineo com os mesmos. 
Muitos reis, não apenas de Merina, utilizaram em seus nomes oficiais a junção da palavra Andriana, para demonstrar sua magnitude e autoridade. Foi este o caso de Andrianampoininimerina e Andriamanelo, este último sendo o fundador do reino de Madagáscar. 
O título foi abolido em 1897 após o Reino de Madagascar ser anexado ao Império Colonial Francês, com a sociedade local tendo adotado um sistema social europeu. Porém ainda hoje algumas pessoas poderosas e ricas são chamadas de andrianas, como uma gíria, já que os mesmos estão ligados á política e economia do país, assim como era na antiguidade. 